# Джемма Вілан
Джемма Елізабет Вілан (англ. Gemma Elizabeth Whelan; нар. 23 квітня 1981, Лідс, Йоркшир, Англія, Велика Британія) — британська акторка та комік, найбільш відома за роллю Яри Грейджой у фентезійно-драматичному серіалі каналу HBO «Гра престолів» (2012—2019) .

## Біографія
Вілан народилася в Лідсі та виросла в Мідлендзі. Вона навчалася в Королівській середній школі для дівчат у Ворику та London Studio Centre.
Як стендап-комік, Вілан виграла премію Вар'єте Funny Women за стендап у 2010 році .

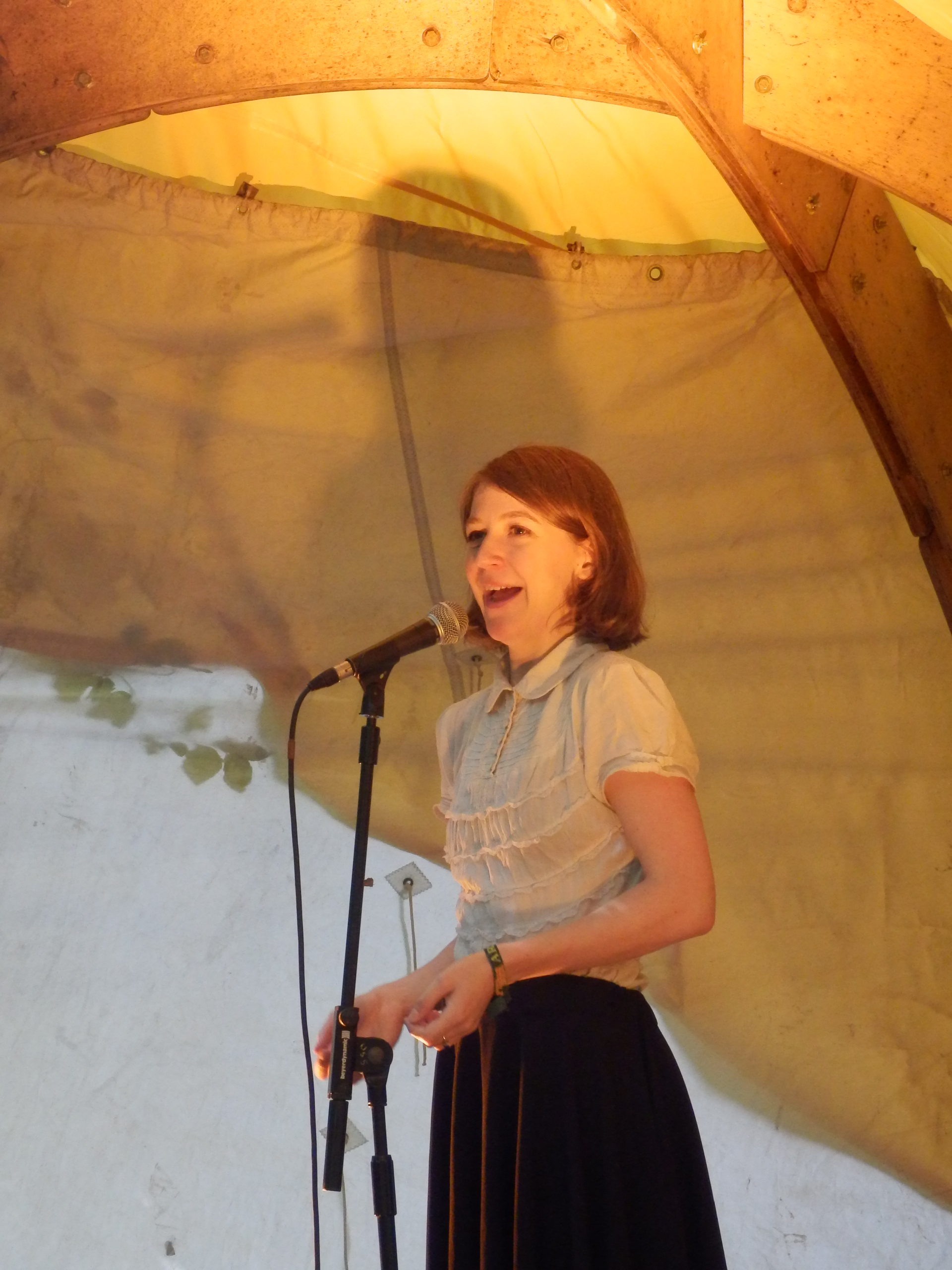
Вілан на End of the Road Festival, 2013

На екрані вона грала ролі другого плану в кількох фільмах і телешоу, включаючи фільми 2010 року «Подорожі Гулівера» та «Людина-вовк».
У серпні 2011 року її взяли на роль Яри Грейджой (заснованої на персонажі Аші Грейджой із серії романів «Пісня Льоду й полум'я» Джорджа Мартіна) у другому сезоні, а пізніше повторила її в третьому, четвертому, шостому, сьомому та восьмому сезонах фентезійно-драматичного серіалу каналу HBO «Гра престолів».
Вілан — професійна танцівниця, має високу кваліфікацію у стилях степ і джазовий танець. Учасник танцювальної трупи The Beaux Belles, яка базується в Лондоні. Навчалася в музичному театрі, співає голосом мецо-сопрано.

## Особисте життя
Вілан живе в Лондоні зі своїм чоловіком, коміком і актором Джеррі Хоуелом і двома дітьми.
Володіє розмовною іспанською.

## Вибрана фільмографія

### Фільми
| Рік  | Назва                 | Оріг. назва          | Роль                | Примітки        |
| ---- | --------------------- | -------------------- | ------------------- | --------------- |
| 2006 | Шаленство танцю       | Madness of the Dance | сестра Грейс        | короткометражка |
| 2008 | Пісочне печиво та чай | Shortbread and Tea   | Мілдред             |                 |
| 2009 | Дінь-Дон              | Ding Dong            | доктор Претті       | короткометражка |
| 2010 | Людина Вовк           | The Wolfman          | служниця Гвен       |                 |
| 2010 | Мандри Гулівера       | Gulliver's Travels   | ліліпутська Троянда |                 |
| 2020 | Емма                  | Emma                 | місіс Вестон        |                 |

### Телебачення
| Рік  | Назва                  | Оріг. назва                   | Роль                       | Примітки          |
| ---- | ---------------------- | ----------------------------- | -------------------------- | ----------------- |
| 2006 | Силовики               | The Enforcers                 | Холлі                      |                   |
| 2009 | Десятихвилинні історії | 10 Minute Tales               | приємна медсестра          | 1 епізод          |
| 2011 | Троє                   | Threesome                     | Венді                      | 1 episode         |
| 2011 | Жива лялька            | Living Doll                   | ниюча Мона                 |                   |
| 2012 | Гаррі та Пол           | Ruddy Hell! It's Harry & Paul | дочка                      | 1 епізод          |
| 2012 | Кардинал Бернс         | Cardinal Burns                | Claire                     |                   |
| 2012 | Гра престолів          | Game of Thrones               | Яра Грейджой               | з другого сезону  |
| 2014 | Брати і сестри         | Siblings                      | Рут                        |                   |
| 2015 | Дядько                 | Uncle                         | Вероніка                   | сезон 2, епізод 1 |
| 2016 | Вільям наш, Шекспір    | Upstart Crow                  | Кейт                       | сезон 1           |
| 2017 | Кінець ***го світу     | The End Of The F***ing World  | Юніс                       |                   |
| 2017 | Корона                 | The Crown                     | Патриція Кемпбелл          |                   |
| 2019 | Джентльмен Джек        | Gentleman Jack                | Меріан Лістер              | сезон 1           |
| 2020 | Вбиваючи Єву           | Killing Eve                   | Джеральдін, дочка Керолайн | Сезон 3           |

### Театр
| Рік  | Назва                                | Роль            | Примітки                                |
| ---- | ------------------------------------ | --------------- | --------------------------------------- |
| 2005 | Newsrevue                            | різні           | Единбурзький фестиваль                  |
| 2008 | Improvathon                          | Банні Валентайн | The Sticking Place                      |
| 2009 | Infinite Variety                     | різні           | Whoopee Productions New Players Theatre |
| 2010 | Stephen & the Sexy Partridge saab 90 | Чанел           | Trafalgar Studios                       |
| 2013 | One Man, Two Guvnors                 | Рейчел Краббе   | Royal National Theatre                  |
| 2013 | Dark Vanilla Jungle                  | Андреа          | Supporting Wall і Pleasance Theatre     |
| 2014 | Dark Vanilla Jungle                  | Андреа          | Supporting Wall                         |
| 2015 | Radiant Vermin                       | Джилл та інші   |                                         |

## Нагороди та номінації
| Рік  | Премія             | Категорія      | Робота | Результат |
| ---- | ------------------ | -------------- | ------ | --------- |
| 2010 | Funny Women Awards | Кращий вар'єте | Сама   | Перемога  |